# Eugoa
Eugoa este un gen de insecte lepidoptere din familia Arctiidae.

## Galerie

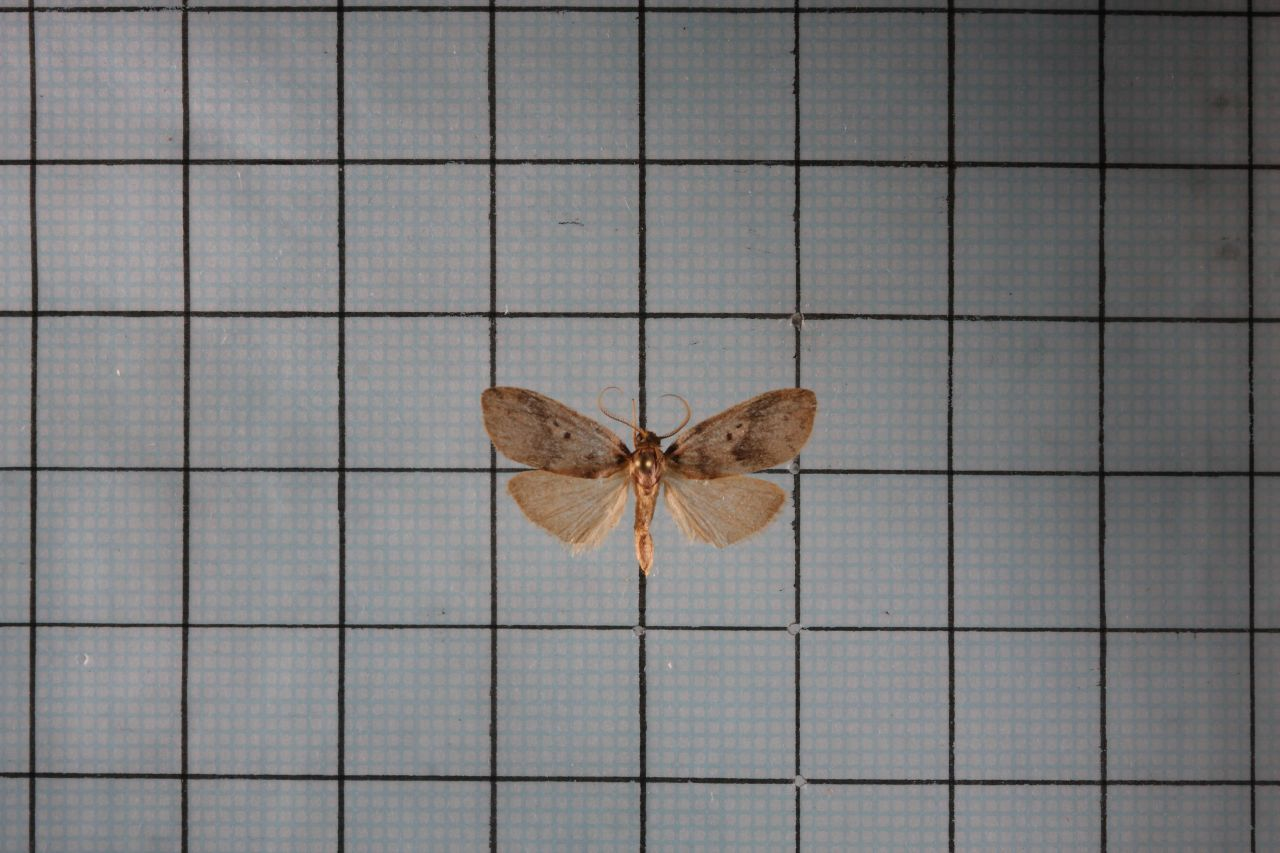

## Specii[1]
- Eugoa aequalis
- Eugoa africana
- Eugoa arcuata
- Eugoa arida
- Eugoa basipuncta
- Eugoa bilineata
- Eugoa bipuncta
- Eugoa bipunctata
- Eugoa brunnea
- Eugoa clarior
- Eugoa conflua
- Eugoa costiplaga
- Eugoa crassa
- Eugoa dissozona
- Eugoa eeckei
- Eugoa erkunin
- Eugoa erkunun
- Eugoa euryphaea
- Eugoa fasciata
- Eugoa fascirrorata
- Eugoa formosibia
- Eugoa formosicola
- Eugoa gemina
- Eugoa grisea
- Eugoa heylaertsi
- Eugoa humerana
- Eugoa immunda
- Eugoa imposita
- Eugoa incerta
- Eugoa inconspicua
- Eugoa indeclaratana
- Eugoa mindanensis
- Eugoa obscura
- Eugoa perfasciata
- Eugoa pulverosa
- Eugoa quadriplagiata
- Eugoa sexpuncta
- Eugoa similis
- Eugoa sinuata
- Eugoa sordida
- Eugoa sordidata
- Eugoa strigicosta
- Eugoa subfasciata
- Eugoa suffusa
- Eugoa taeniata
- Eugoa tineoides
- Eugoa transfasciata
- Eugoa tricolora
- Eugoa trifaciata
- Eugoa trifasciata
- Eugoa trifasciella
- Eugoa tropicalis
- Eugoa turbida
- Eugoa vagigutta
- Eugoa vasta